# Iset Ta-Hemdjert
Iset/Isis Ta-Hemdjert, được viết gọn là Iset/Isis, là một vương hậu sống vào thời kỳ Vương triều thứ 20 trong lịch sử Ai Cập cổ đại. Bà là một Chính thất Vương hậu của pharaon Ramesses III và là mẹ của pharaon Ramesses VI.

## Thân thế

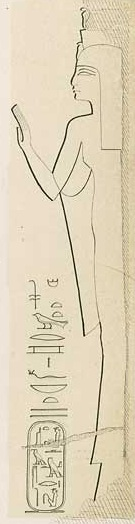
Phù điêu của Isis Ta-Hemdjert tại đền Karnak

Iset được biết đến qua phù điêu trên một bức tượng của Ramesses III ở đền Mut trong Karnak. Bà mang danh hiệu là Chính thất Vương hậu và Phu nhân của Thần linh. Hemdjert (còn viết là Hebnerdjent) có thể là mẹ của bà, được cho là người Syria. Tuy nhiên, trên các dòng văn tự mừng công chúa Iset (cháu nội của Iset Ta-Hemdjert) được phong làm tư tế của Amun, Iset Ta-Hemdjert được gọi là Thái hậu "Hemdjert", cho thấy rõ ràng đó là một phần tên riêng của bà.
Người con duy nhất được biết đến của Iset là pharaon Ramesses VI. Ông là người đã cho xây mộ cho mẹ mình, vì cartouche của Ramesses VI được khắc trên tường mộ QV51 cùng với danh hiệu Thân mẫu của Nhà vua Iset Ta-Hemdjert.
Ngoài Iset, Ramesses III còn có một bà chính thất khác là Tyti, mẹ của pharaon Ramesses IV kế vị sau đó. Phù điêu của một vương hậu chính thất được khắc tại đền Medinet Habu, tuy nhiên lại để trống phần tên, nhiều khả năng là ảnh hưởng từ nội loạn trong hậu cung dẫn đến cái chết bất ngờ của Ramesses III.

## Lăng mộ QV51
Lối vào ngôi mộ QV51 nối với một con dốc dẫn xuống một hành lang dài nối với phòng đặt quách. Hai phía tây-đông của phòng đặt quách là hai gian phòng phụ, còn phía bắc có một hốc tường. QV51 đã bị hư hại nghiêm trọng, cỗ quách bằng đá hoa cương của bà đã bị vỡ nát, hiện vẫn còn rải rác trong hành lang và phòng đặt quách. Ngôi mộ đã bị trộm đột nhập nhiều lần vào thời kỳ cuối Vương triều thứ 20.